# 통영시의 향토문화유산
통영시의 향토문화유산은 통영시 내에 있는 문화재로서 「문화재보호법」, 「경상남도 문화재보호 조례」에 따라 국가·도 지정문화재 등으로 지정되지 않은 것으로 역사적·학술적·경관적 가치가 큰 유·무형의 유산 또는 자료를 말한다.

## 참고 문헌
- 통영시 홈페이지 - 고시/공고